# Grönlandsee
Koordinaten: 76° 40′ 48″ N, 8° 10′ 12″ O
Die Grönlandsee (selten: Grönlandmeer; Dänisch: Grønlandshavet) ist das 1,2 Millionen Quadratkilometer große Meer, das sich zwischen Grönlands Ostküste, Islands Nordküste, Jan Mayen und Spitzbergen erstreckt. Sie wird sowohl als Nebenmeer des Arktischen Ozeans als auch des Atlantischen Ozeans betrachtet.
Im Westen verbindet die Dänemarkstraße die Grönlandsee mit dem Atlantik. Im Osten und Südosten schließt sich das Europäische Nordmeer an die Grönlandsee an, und im Norden jenseits des Punktes Nordostrundingen ist die Grönlandsee über die Framstraße mit der Wandelsee verbunden.

## Geographie

### Abgrenzung und Unterteilung
Die International Hydrographic Organization (IHO) legt die Grenzen der Grönlandsee fest:
- Norden: Linie vom nördlichsten Punkt Spitzbergens zum nördlichsten Punkt Grönlands.
- Osten: Westküste Spitzbergens
- Südost: eine Linie vom südlichsten Punkt West-Spitzbergens (Sørkapp) zum nördlichsten Punkt Jan Mayens, die Westküste Jan Mayens bis zum südlichsten Punkt der Insel, dort folgt die Grenze einer Linie bis Gerpir (65° 05′ N, 13° 30′ W) auf Island.
- Südwesten: Eine Linie von Straumnes (Nordwestlichster Punkt Islands) nach Cape Nansen (68° 15′ N, 29° 30′ W) auf Grönland.
- Westen: Ost- und Nordostküsten Grönlands zwischen Cape Nansen und dem nördlichsten Punkt der Insel.

Bisweilen wird der südliche Teil der Grönlandsee als Islandsee bezeichnet und als eigenes Meer angesehen. Gemäß einem noch nicht verabschiedeten Entwurf der IHO trennt die Linie zwischen dem am Ausgang des grönländischen Fjords Kangertittivaq gelegenen Kap Brewster im Westen und dem Sørkapp an der Südspitze Jan Mayens im Osten die Islandsee von der Grönlandsee.
Bei einer Fläche von 1.205.000 km² hat die Grönlandsee ein Wasservolumen von 2.408.000 km³. Das ergibt eine Durchschnittstiefe von 1440 Metern.

### Bodenrelief

Relief der Grönlandsee

Die Grönlandsee besteht aus zwei Hauptbecken: Grönlandbecken und Boreas-Becken. Das Grönlandbecken ist das größere und, mit Tiefen von bis zu 3600 Metern, tiefere. Es wird im Südosten durch den Mohn-Rücken begrenzt. Nördlich, getrennt durch die in West-Ost-Richtung verlaufende Grönland-Bruchzone, liegt das Boreas-Becken mit Tiefen von um die 3200 Metern. Den östlichen Rand des Boreas-Beckens bildet der Knipovich-Rücken, im Norden liegt die Molloy-Störungszone und die bis in etwa 2600 Meter Tiefe reichende Framstraße, die die Hauptverbindung zum Arktischen Ozean darstellt. In der Molloy-Störungszone liegt die tiefste Stelle der Grönlandsee und des Arktischen Ozean, das Molloytief vor der Westküste Spitzbergens, das ca. 5600 Meter unter der Meeresoberfläche liegt.
Südlich des Grönlandbeckens, abgegrenzt durch die Jan Mayen-Bruchzone, liegt das Island-Plateau, das den im Mittel ca. 1100 tiefen Boden der Islandsee bildet. Es wird im Westen durch den Jan-Mayen-Rücken begrenzt, der sich von Jan Mayen bis zum Nordatlantik erstreckt. Westlich des Jan-Mayen-Rückens liegt das mit 50 km Durchmesser kleine Jan Mayen-Becken, das eine Tiefe von bis zu 2200 Metern erreicht. Das Island-Plateau wird durch den Kolbeinsey-Rücken in einen östlichen und einen westlichen Bereich geteilt. Im Süden des westlichen Island-Plateaus, zwischen Grönland und Island, bildet die Dänemarkstraße die Verbindung zur Irmingersee und damit zum Atlantischen Ozean.
Westlich entlang der Hauptbecken und des Island-Plateaus zieht sich der grönländische Schelf. Die am östlichen Rand der Grönlandsee liegenden Mohn- und Knipovich-Rücken sowie der Kolbeinsey-Rücken gehören zum nördlichen Ausläufer des Mittelatlantischen-Rückens, an  dem sich die nordamerikanische und eurasische Platte spreizen. Sie weisen vulkanische Aktivität auf.

### Hydrologie
Die Grönlandsee ist zusammen mit der Barentssee und der Labradorsee einer der wichtigsten Entstehungsorte von kaltem Tiefenwasser in der nördlichen Hemisphäre. Sie gehört damit zu den wenigen Meeren, in denen es direkten Austausch zwischen den verschiedenen Wasserlagen in verschiedenen Meerestiefen gibt.
Die Hydrologie der Grönlandsee wird vor allem durch den Ostgrönlandstrom bestimmt, einer Oberflächenströmung von Nordosten nach Südwesten, die ihren Ursprung in einem Strom hat, der den Arktischen Ozean durchschneidet. Der Strom reicht bis zu 600 Meter tief und wird dort durch das grönländische Festlandsschelf nach unten begrenzt. An der Oberfläche wird er durch häufige nordöstliche Winde verstärkt und erreicht Strömungsgeschwindigkeiten von 25 cm/s. Östlich des Stroms befindet sich eine Gegenströmung. Dabei reicht das Wasser des Ostgrönlandstroms im Sommer deutlich weiter nach Osten als im Winter. Nördlich von Jan Mayen bildet sich eine Zweigströmung, die in einem Wirbel gegen den Uhrzeigersinn große Teile des Meeres einnimmt. In deren Zentrum wiederum kommt es zu einem Wasseraustausch zwischen Oberflächen- und Tiefenwasser.
Nördlich von Island zweigt der Islandstrom vom ostgrönländischen Strom ab und fließt nach Südosten. In der Dänemarkstraße trifft er auf den Irmingerstrom und fließt mit diesem durch die Dänemarkstraße.
Die Ostküste Grönlands ist dauerhaft mit Meereis bedeckt, wobei die Eisdecke im September am kleinsten ist. Die größte Eisdecke weist das Meer im April auf, wenn die gesamte Grönlandsee von Eis bedeckt ist.
Insgesamt gibt es fünf größere Wassermengen in der Grönlandsee: Arktisches Oberflächenwasser kommt mit dem Ostgrönlandstrom aus dem Arktischen Ozean. Es befindet sich auf dem größeren westlichen Teil des Meers, ist im Sommer 200 Meter und im Winter 600 Meter tief, hat mit 31,5 bis 34 g/kg eine niedrigere Salinität als der Atlantik und weist Temperaturen zwischen −2 Grad Celsius und +1 Grad Celsius auf. Das Grönlandseeoberflächenwasser entsteht im östlichen Teil des Meeres durch Interaktion zwischen Atlantik- und arktischem Wasser, hat eine Salinität von 34,7 bis 34,9 g/kg und Temperaturen zwischen 0 und 2 Grad Celsius. Entlang der grönländischen Küste gibt es ein schmales Band Wassers, das etwa 150 Meter tief reicht, durch die Entwässerung Grönlands gebildet wird und dementsprechend große saisonale Unterschiede aufweist.
In Wassertiefen unter 500 Metern nimmt intermediäres Wasser den Großteil des Volumens ein, das durch Mischung aus arktischem Wasser und dem atlantischen Wasser des Europäischen Nordmeers entsteht. Es hat eine Temperatur von etwa −0,44 Grad Celsius und eine Salinität von 34,9 g/kg. Das Wasser in den tiefsten Schichten ähnelt dem Wasser des europäischen Nordmeers, hat Temperaturen zwischen −0,9 Grad Celsius und −1,1 Grad Celsius, und eine Salinität von  über 34,92.

### Meteorologie
Meist befindet sich eine arktische Luftmasse über der nördlichen Grönlandsee, und eine polare Luftmasse über der südlichen Grönlandsee. Im Winter verläuft die Grenze zwischen beiden Fronten etwa auf einer Linie von Island nach Nowaja Semlja, wobei an dieser Grenze Wirbelstürme häufig sind. Die maximalen Lufttemperaturen betragen im Sommer etwa 8 bis 9 Grad im gesamten Meer, im Winter sinken sie im Normalfall bis auf −10 Grad im südlichen Teil und −37 Grad im nördlichen Teil des Meeres.